# Miassichtchev (aéronautique)
Pour les articles homonymes, voir Miassichtchev.
Miassichtchev est un bureau d'études (OKB-23 puis OKB-482) fondé en 1951 par Vladimir Mikhaïlovitch Miassichtchev, un des principaux bureaux d'études soviétiques en aérospatiale jusqu'à sa dissolution en 1960. Vladimir Miassichtchev dirige alors le TsAGI, puis en 1967, quitte TsAGI et recrée son bureau, qui existe encore à ce jour.
Le préfixe du bureau était "M.". En 2003, son effectif était estimé à environ un millier. Miassichtchev et NPO Molniya avaient l'intention d'utiliser le V-MT ou M-55 comme véhicule pour des vols spatiaux suborbitaux.

## Production

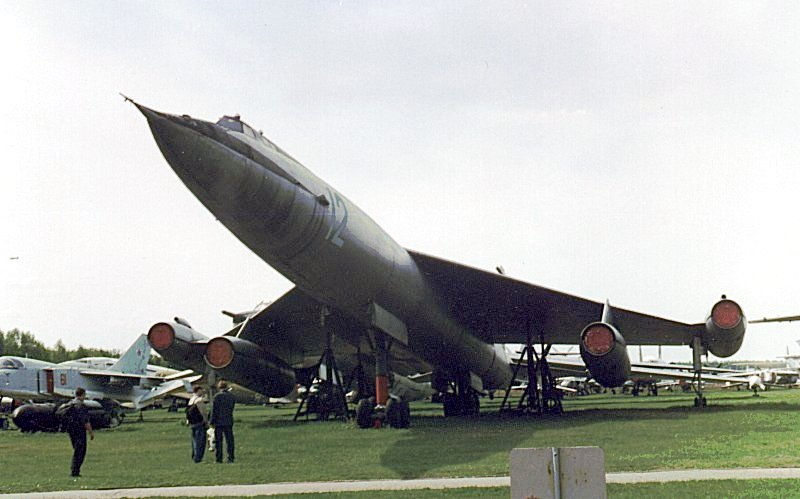
Miassichtchev M-50

### Civil
- M-101 Gzhel/Duet (en) avion d'affaires.
- M-112 et M-150 avion cargo-transport
- M-500 avion agricole (de)
- Space Adventures C-21 (en)
- Space Adventures M-55X (en)

### Militaires
- M-4 "Bison", bombardier stratégique.
- M-18 (en), étude de bombardier supersonique
- M-50 "Bounder", bombardier supersonique
- M-60, projet de bombardier à énergie nucléaire
- Miassichtchev M-103 bombardier lourd expérimental
- Programme Bourane, cockpit
- Cosmopolis XXI (en), véhicule suborbital
- VKA-23, un avion spatial.
- VM-T 'Atlant', modification du Miassichtchev M-4 Molot pour emport de la navette spatiale Bourane
- M-55 "Mystic", avion de reconnaissance et avion de recherche stratosphérique.

### Missiles
- RSS-40 Buran, projet - annulé - de missile de croisière nucléaire de la fin des années 1950